# Pétronille d'Aquitaine
Pétronille (ou Alix) d'Aquitaine, (née en 1125 ; morte vers 1152), fille de Guillaume X, duc d’Aquitaine, et d'Aénor de Châtellerault. Elle est la sœur d'Aliénor d'Aquitaine, qui est successivement reine de France puis reine d'Angleterre.
Elle épouse Raoul Ier de Vermandois en 1142.
Les chroniqueurs la mentionnent parfois sous le nom de Péronnelle ou Aelis voire Aelith,,, son nom variant selon les historiens et les écrits. Mais elle est couramment appelée Péronnelle , puis par son second prénom « Alix », après son mariage[réf. nécessaire]. Prénom que donne Aliénor d'Aquitaine à sa seconde fille, Alix de France, issue de son premier mariage avec le roi Louis VII le Jeune.

## Biographie

### Enfance et arrivée à la cour de France
Pétronille d'Aquitaine est la fille de Guillaume X, duc d'Aquitaine et comte de Poitiers, et de son épouse Aénor de Châtellerault. Née vers 1125, elle est la sœur cadette d'Aliénor d'Aquitaine, elle-même née vers 1124. Pétronille a ensuite un frère cadet, Guillaume Aigret né en 1126 et héritier du large et riche duché d'Aquitaine, jusqu'à sa mort prématurée en 1130 à l'âge de quatre ans. La même année, Pétronille perd sa mère Aénor, qui décède en mars 1130.
En 1137, après la mort de Guillaume X sur le chemin de Saint-Jacques de Compostelle, Aliénor, après son mariage avec le futur roi de France (Louis VII le Jeune), emmène avec elle à Paris,, sa jeune sœur. Pétronille n'a pas une grande part de l'héritage de son père, car le duc Guillaume X, fidèle à sa race de rassembleurs de terres, n'entendait pas voir morceler son domaine. Après la mort de son jeune frère, Guillaume Aigret, en 1130, Aliénor devient l'héritière présomptive du duché d'Aquitaine. Pétronille n'a donc que des biens limités comportant les terres et châteaux que son père possède en Bourgogne, et qu'il lui remet par un testament évoqué dans Ex Fragmentis chronicorum Comitum Pictaviae, Ducum Aquitaniae. Ce document semble cependant être un faux, selon Auguste Molinier,, une « énorme supercherie historique », pour Alfred Richard.
Aliénor retourne en Aquitaine en 1141 lors de l'expédition de Louis contre Toulouse, car elle entend faire valoir ses droits sur cette région du fait de sa grand-mère Philippe de Toulouse, l'épouse de Guillaume IX le Troubadour, grand-père d'Aliénor. Cette opération se solde par un échec. Pétronille accompagne la reine pendant ce voyage et c'est à cette occasion qu'elle entame une relation sentimentale avec le comte Raoul de Vermandois,,.

### Mariage et excommunication de l’Église
Pétronille n'a pas 16 ans, lorsqu'en 1141 la cour se demande avec quel seigneur la sœur de la reine Aliénor se mariera. C'est justement le comte Raoul Ier de Vermandois, cousin du roi et sénéchal de France, qui retient l'attention de Pétronille. Quinquagénaire, il est borgne ayant perdu un œil au combat de Livry. La différence d'âge est également considérable. Raoul est flatté par l'amour de la jeune fille et il ne lui déplaît pas de devenir le beau-frère du roi. Mais ce mariage permet surtout de conserver l'Aquitaine dans l'entourage du roi, en cas de décès d'Aliénor sans descendance, et prévient un mariage avec un seigneur aquitain qui aurait pu revendiquer l'héritage de Guillaume X d'Aquitaine,. Quant à Pétronille, elle est attirée par ce rude guerrier, au passé valeureux . Mais Raoul de Vermandois est déjà marié à Éléonore de Blois, avec qui, il n'a aucun enfant. Pétronille souhaite donc que ce mariage soit annulé. Pour lui faire plaisir, Aliénor d'Aquitaine et son époux Louis VII obtiennent la dissolution du mariage.
Le comte Raoul peut invoquer les liens de parenté évidents qu'il a avec Éléonore de Blois, ce qu'il ne manque pas de faire. Il faut cependant une décision de l'autorité ecclésiastique. Il s'adresse alors aux trois évêques avec lesquels il a les rapports les plus étroits : Pierre, évêque de Senlis ; Barthélemy de Jur, évêque de Laon; et Simon de Vermandois évêque de Noyon et frère de Raoul. Les trois évêques ne peuvent que constater le degré de parenté de Raoul et d’Éléonore et annulent leur union, sans guère prévoir l'interprétation que l'on donnerait à cet acte par rapport au dogme de l'indissolubilité du mariage.
Cependant, Bernard de Clairvaux, défenseur du conservatisme catholique et opposant de la reine Aliénor, s'indigne de la dissolution du premier mariage du comte Raoul. Louis, déjà en conflit avec les autorités ecclésiastique au sujet de l'élection épiscopale de Bourges, s'attire les foudres de l'Église. Aliénor a certainement influencé son époux dans cette affaire. Ceci provoque également un nouveau conflit avec le comte de Champagne, Thibaut IV de Blois, oncle,, de l'épouse répudiée. Le comte de Champagne, outré, fait aussitôt appel au pape Innocent II.
Malgré ces oppositions, le mariage de Raoul de Vermandois et de Pétronille d'Aquitaine a bien lieu à Noyon en 1142,, devant l'évêque de la ville Simon de Vermandois. Son nouvel époux offre à Pétronille la ville de Péronne comme cadeau de mariage. Le pape Innocent II menace alors les époux d'excommunication. Un concile, présidé par le légat du pape, est réuni à Lagny-le-Sec, en 1142, aboutissant à l'excommunication des nouveaux époux, tandis que les trois évêques qui ont annulé le premier mariage de Raoul sont suspendus. Cela est d'autant plus grave que l'un d'eux reste Simon de Vermandois, frère du comte. Raoul et Pétronille refusent de se séparer et continuent à vivre ensemble, en situation d'adultère et de bigamie. Ce mariage ne sera légitimé qu'en 1148, par le pape Eugène III, à la mort de la première épouse de Raoul.
Sur le plan politique, ce mariage envenime un conflit déjà existant entre le roi Louis VII et Thibaut IV, comte de Champagne et aboutit, en janvier 1143, au massacre de Vitry-en-Perthois, où environ 1 500 villageois périssent dans les flammes de l'église, incendiée par les troupes royales. Cet événement est l'une des raisons de la participation de Louis VII à la deuxième croisade.

### Seconde croisade puis décès
Le 11 juin 1147, le roi de France Louis VII et sa femme la reine Aliénor partent pour la Terre sainte. Durant cette seconde croisade, les seigneurs sont accompagnés de leurs épouses. Aucun chroniqueur ni aucun médiéviste ne mentionne la présence de Pétronille au côté d'Aliénor, lors de cette croisade.
Durant l'absence du roi, de la reine et des principaux seigneurs du pays, le royaume de France est confié à l'abbé Suger et au comte Raoul de Vermandois. La date de naissance du troisième enfant du couple n'est pas connue avec certitude. Mais le médiéviste Jean Flori indique que Raoul laisse, à sa mort en 1152, Pétronille avec deux enfants en bas âge. Aliénor, la dernière fille du couple, née vers 1152, serait une enfant posthume. Selon Jean de Salisbury (Histoire pontificale), le mariage de Pétronille et Raoul n'est pas heureux. 
La mention d'un troisième mariage de Raoul avec Laure d'Alsace (ou de Flandre) serait due à une erreur commise dans l'interprétation de la chronique anonyme d'un chanoine de Laon. Dans cette hypothèse, Pétronille survit donc à son mari, mort après octobre 1152. Mais la date du décès de Pétronille ne peut être établie avec certitude. Pétronille est en tout cas enterrée à Saint-Arnoul de Crépy à côté de son mari. Les tombes furent détruites lors du siège de 1431 par les Anglais. 
En revanche le médiéviste Martin Aurell, se basant sur Jean de Salisbury, indique que Pétronille serait morte en 1152, permettant le troisième mariage de Raoul avec Laure de Flandre. Le comte de Vermandois, que Salisbury accuse de luxure, ne pouvant résister à son désir, alors qu'il est malade, « périt trois jours après du vice auquel il se vouait avec tant d'ardeur. ».

## Union et descendance
Pétronille épouse, en 1142,, Raoul Ier de Vermandois, devenant ainsi comtesse de Vermandois et de Valois. De leur union naissent trois enfants, deux filles et un garçon :
- Élisabeth (1143-1183), appelée également Mabille, mariée à Philippe d'Alsace, comte de Flandre en 1159. Elle devient Comtesse de Vermandois et de Valois. À sa mort, son mari conserva ses comtés, mais il fut obligé de les céder au roi Philippe Auguste en 1185 ;
- Raoul II (1145-1167), dit le Jeune ou le Lépreux, comte de Vermandois et de Valois. Il se marie en 1160 à Marguerite d'Alsace mais, atteint de la lèpre, il n'aura aucune descendance et abdiquera en faveur de sa sœur aînée ;
- Éléonore( Aliénor) (1152-1214) qui se marie à quatre reprises. Successivement, elle est donc l'épouse de : Godefroy de Hainaut, comte d'Ostrevent ; Guillaume IV de Nevers, comte d'Auxerre et de Tonnerre ; de  Mathieu d'Alsace, de Mathieu III de Beaumont. Elle leur survit et décède en 1214[35].

## Dans la fiction
Pétronille d'Aquitaine apparaît dans diverses œuvres de fiction relatant la vie de sa sœur Aliénor :
- Dans la saga romanesque Le Lit d’Aliénor (2003) de Mireille Calmel, Pétronille d’Aquitaine apparaît sous le nom de Pernelle. L’autrice lui attribue un rôle narratif important aux côtés de sa sœur Aliénor, et retrace notamment son mariage avec Raoul Ier de Vermandois, qui avait suscité à l’époque la réprobation de l’Église. Comme pour d’autres personnages de la série, son parcours est en partie romancé, mêlant éléments historiques et inventions littéraires.
- Cecelia Holland  - The Secret Eleanor (2010) : roman situé dans les années 1151-1152 et qui s'intéresse à la relation sororale entre Aliénor et Pétronille, au travers de divers évènements tels que l'annulation du premier mariage d'Aliénor, en passant par son union avec Henri Plantagenêt, jusqu'à la mort brutale et prématurée de Pétronille.  (ISBN 0425234509) ;
- Arnaud Delalande, Simona Mogavino et Carlos Gomez - Aliénor, la légende noire (collection "Reines de sang", publiée aux éditions Delcourt, en 6 tomes, de 2012 à 2017[36]) : dans cette série de bandes dessinées, les auteurs font participer Pétronille à la Seconde Croisade, puis évoquent une fictive répudiation par Raoul de Vermandois et imaginent sa mort vers 1152, à la suite d'une chute de cheval lors d'une partie de chasse en Aquitaine, où elle aurait suivi sa sœur Aliénor, remariée à Henri Plantagenêt. De la même manière, les auteurs prennent le parti d'une sépulture à l'abbaye royale de Fontevraud, où reposera plus tard le gisant de sa sœur aînée ;
- Elizabeth Chadwick - The Summer Queen (en français "L'été d'une reine", publié aux éditions Hauteville) : qui relate la première partie de la vie d'Aliénor d'Aquitaine en tant que reine de France.  (ISBN 1847445454).